# 10812 Ґретлінґбо
10812 Ґретлінґбо (10812 Grötlingbo) — астероїд головного поясу, відкритий 21 березня 1993 року.
Тіссеранів параметр щодо Юпітера — 3,232.